# بنی مونس (یمن)
 بنی مونس  روستایی است در ناحیهٔ (قری الهمدان)، وأعمال صنعا، در عزلهٔ (بنی مکرم)، از توابع استان صَنعاء در کشور یمن در شبه جزیره عربستان.

## جمعیت
جمعیت آن (۶۳۲) نفر (۱۷ خانوار) می‌باشد.